# Wilhelm Hermann Howard
Wilhelm Hermann Howard (* 6. Februar 1848 in Leipzig; † 4. Januar 1919 ebenda) war ein deutscher Agrarökonom.

## Leben
Howard besuchte bis 1867 die Thomasschule zu Leipzig. Danach studierte er Landwirtschaft an der Universität Leipzig und promovierte 1873 mit der Arbeit Zur Reform landwirthschaftlicher Rentabilitäts-Berechnungen zum Dr. phil.
1872 gründete er die erste privat betriebene landwirtschaftliche Buchstelle in Deutschland. Von 1887 bis 1919 war er außerordentlicher Professor für Landwirtschaftliches Rechnungswesen an der Philosophischen Fakultät in Leipzig. 1908 gründete er die Gesellschaft für Howard-Buchführung und Betriebsoberleitung. Er war Vertreter der doppelten Buchführung.

## Auszeichnungen
Howard war Ritter I. Klasse des Albrechts-Ordens, Träger des Eisernen Kreuzes II. Klasse und Träger des Hausordens Albrechts des Bären.

## Werke
- Landwirthschaftliche Rentabilitäts-Berechnungen mit Rücksicht auf Brauchbarkeit doppelter Buchhaltung in der Landwirthschaft (1873)
- Die Währungsfrage (1894)
- Die Produktionskosten unserer wichtigsten Feldfrüchte (1902)